# 시네마달
시네마 달은 다큐멘터리 영화를 국내외로 배급하는 국내 유일의 다큐멘터리 전문 배급사이자, 독립영화를 제작하는 독립 영화사이다.
2008년 여름 설립된 이후, 11월 <동백아가씨>를 시작으로, <살기 위하여>, <길>, <샘터분식>, <경계도시 2>, <땅의 여자>, <종로의 기적> 등의 극장 개봉과 홍보/마케팅을 진행했으며, 음악영화 <플레이>를 공동 제작했다. 200여편에 달하는 국내 다큐멘터리 영화를 배급하고 있으며, 이 작품들은 극장 상영, 영화제 뿐 아니라 공동체 상영, 지상파 TV와 케이블 TV, 온라인, DVD, IPTV 등의 다양한 경로를 통해 배급하고 있다. 2011년 1월 <쿠바의 연인>에 이어, 5월 <오월애>, 6월 <종로의 기적>, 9월 <꿈의 공장>을 배급하였으며, 11월 <보라>를 배급한다.